# Застава МП 22
Застава МП 22 је малокалибарска пушка калибра .22 LR, коју је развила фабрика Застава оружје из Крагујевца.

## Карактеристике
Кундак се израђује од квалитетног ораховог дрвета. Ова пушка је безбедна зато што се блокирање окидања врши кочницом полужног типа. На сандуку су израђени навоји за везу постоља оптичких справа (која се опционо уграђују). Ова пушка је опремљена механичким нишанима. Стандардна површинска заштита површинских дијелова врши се брунирањем, док се дрвени дијелови политирају и науљују.

## Варијанте
Варијанта МП 22 Н има на устима цијеви је израђен навој, на који је навијен заштитник заштитник уста цијеви. Све остале карактеристике су исте. Варијанта МП 22 Fullstock има кундак типа Mannlicher и скраћену цијев. Све остале карактеристике су исте.